# Loma de Manzanita
Loma de Manzanita är en ort i Mexiko.   Den ligger i kommunen Santiago Tlazoyaltepec och delstaten Oaxaca, i den sydöstra delen av landet, 400 km sydost om huvudstaden Mexico City. Loma de Manzanita ligger 2 753 meter över havet och antalet invånare är 112.
Terrängen runt Loma de Manzanita är huvudsakligen kuperad, men åt sydost är den bergig. Loma de Manzanita ligger uppe på en höjd som går i nord-sydlig riktning. Runt Loma de Manzanita är det ganska glesbefolkat, med 29 invånare per kvadratkilometer. Närmaste större samhälle är Cuilapan de Guerrero, 19,6 km öster om Loma de Manzanita. I omgivningarna runt Loma de Manzanita växer i huvudsak blandskog.